# Vitkovići (Bratunac, BiH)
Vitkovići su selo u općini Bratunac, Republika Srpska, BiH.

## Stanovništvo

### Nacionalni sastav1991.
ukupno: 346
- Srbi - 200 (57,80%)
- Bošnjaci - 146 (42,20%)